# Acritodes maximus
Acritodes maximus är en skalbaggsart som beskrevs av Yves Gomy 2005. Acritodes maximus ingår i släktet Acritodes och familjen stumpbaggar. Inga underarter finns listade i Catalogue of Life.